# Pelomys
Pelomys é um género de roedor da família Muridae.

## Espécies
- Pelomys campanae (Huet, 1888)
- Pelomys fallax (Peters, 1852)
- Pelomys hopkinsi Hayman, 1955
- Pelomys isseli (de Beaux, 1924)
- Pelomys minor Cabrera & Ruxton, 1926